# Saint-Pierre-Lafeuille
Saint-Pierre-Lafeuille là một xã thuộc tỉnh Lot tây nam Pháp. Xã có diện tích 8,52 km², dân số theo điều tra năm 1999 là 292 người. Khu vực này có độ cao trung bình 300 mét trên mực nước biển.